# Nayuta (가수)
Nayuta(나유타)는 일본의 여성 조곡 가수로, 2007년 6월 18일 니코니코동화에 you로 데뷔하여 지금까지도 많은 노래를 자신의 특성에 맞게 편곡하여 직접 불러 업로드하고 있다. 2007년 7월 29일에 업로드된 조곡 스즈미야 하루히의 우울로 최고 조회수 기록을 세웠다. 스즈미야 하루히 역의 성우인 히라노 아야의 목소리를 흉내내는데 상당한 능력을 갖추고 있는 것으로 평가되고 있다. 덧붙여, 자신의 실명과 거주지, 나이 등 개인정보는 공개하지 않고 있다.
또 그녀는 EastNewSound라는 동인 서클에서'葉月なの'라는 이름으로 보컬로 활동하고 있다.